# Хамхинцы
Хамхи́нцы, Хамхи, Хамхинское общество — историческое ингушское территориальное общество, располагавшееся в горной Ингушетии в верховьях Ассы. На западе граничили c фяппинцами, на севере с галашевцами, на востоке с цоринцами, на юге с Грузией. Хамхинское общество, как и Цоринское, образовалось из прежнего «Галгаевского общества» в результате перенесения русской администрацией (появление) сельского правления в Хамхи. Именно тогда власти начали записывать общество состоящее из трех поселении Таргим, Эгикал и Хамхи - Хамхинским обществом (Хамхи шахьар - инг.яз.). Этот термин взамен "Галгаевское общество" внедрен в литературу в середине 19 века и перепечатывался вплоть до депортации ингушей 1944 года. "Ингушские общества" - Цуров
Хамхинское общество продолжилось синонимично называться «Галгаевским», по названию исторической области «Галгайче», на территории которой и образовалось общество. Это наименование происходит от самоназвания ингушей — галгай, которое имело центральное и широкое значение в Ингушетии, являясь общим самоназванием и для других ингушских обществ, объединённых общей территорией, общностью языка и культуры. Однако большинство исследователей указывают на то, что, этноним «галгай», в связи с процессом выселения на равнину, постепенно начал распространяться на горных ингушских обществ от Джейраха до Цори со второй половины XVIII века, и стал общим самоназванием ингушских обществ.

## Состав
Хамхинское общество включало в себя следующие селения:
| Селения русская орфография / ингушская орфография | Тайпы и их патронимии (някъан) |
| Барах БӀарах                                      | БӀарахой Барахоевы Албаковы, Джамурзиевы, Дисамурзиевы, Касиевы/Косиевы, Паровы, Томовы, Чемурзиевы, Кариевы/Кориевы, Чабиевы. |
| Бархане                                           | Барханой Барханоевы Акиевы, Алхазырговы, Ганижевы ← Гасаевы; Дзязиковы/Зязиковы, Долтмурзиевы, Марзабековы, Мургустовы ← Окиевы; Хакиевы. |
| Бийсар                                            | Бисархой Бисархоевы Алхоевы, Алхароевы, Арсаевы, Арсамаковы, Мерешковы ← Борзовы. |
| Гадаборш Гадаборш-ЦӀенге                          | Баркинхой Гадаборшевы |
| Галошпе ГӀалашпхье                                | ТӀумхой Тумгоевы Гариевы/Гориевы, Джугутгиреевы, Чопановы, Хаштыровы, Дзадзиевы, Черкиевы (птр. Гайтукиевых), Гатиевы, Тебоевы/Тибоевы. |
| Гаппи ГӀаппи                                      | ГӀаппархой Гапархоевы Гаппурхоевы/Гаперхоевы, Тамбиевы. |
| Кост Къост                                        | Къоастой Костоевы Гастемировы/Гостемировы; Марзагановы ← Батакиевы; Хидировы/Хидриевы/Хадриевы. |
| Кхяхк Кхаьхк                                      | Кхоахкой Кохкоевы Арапхановы, Балаевы, Бацаевы, Добриевы, Нальгиевы, Тамбиевы, Хазбиевы, Хайровы, Цунтольговы, Шадиевы. |
| Кхарт                                             | Кхоартой Картоевы, Альдиевы, Ажиговы, Добриевы, Долаковы, Парагульговы, Парижевы, Тоховы, Хидриевы, Хидировы, Эсмурзиевы, Шадыжевы, Цунтольговы, Орцхановы, Янарсановы |
| Лейми                                             | Леймой Леймоевы - Албогачиевы ← Анзоровы, Боголовы, Дербичевы, Добриевы, Дудаевы, Маматиевы, Оскановы, Сампиевы ← Дударовы - Гамбердовы - Муцольговы ← Алхазуровы - Хашагульговы ← Куркиевы, Латыровы - Темирхановы - Куриевы |
| Някасте Наькъасте                                 | Ноакъастхой Накастоевы Гайсановы, Гаскинговы/Гасхинхоевы, Хашкиевы, Цоковы. |
| Озиг Озик                                         | Баркинхой Баркинхоевы Аксаговы, Алмазовы, Гадаборшевы ← Амхадовы, Дударкиевы, Сампиевы; Банхаевы/Банахоевы, Гантимировы; Далиевы, Кансыговы ← Тутаевы; Котиевы ← Михалишвили; Парчиевы, Сурхоевы, Точиевы, Тутаевы, Хамчиевы. |
| Таргим ТӀаргам                                    | Таргамхой |
| Таргим ТӀаргам                                    | - Арчаковы (ингуш. Ӏарчакханаькъан) ← Амушевы, Ганиевы, Гадиевы, Духиевы. - Бековы (ингуш. Беканаькъан) ← Албаковы, Безганаькъан, - Горбаковы (ингуш. ГӀарбакханаькъан) ← Угурчиевы ← Алмазовы; Оскановы ← Чабиевы, Озиевы; Чапановы/Чопановы. - Мальсаговы (ингуш. Малсаганаькъан) ← Авлурговы/Овлурговы. - Плиевы (ингуш. Пхьиленаькъан) ← Медовы. - Султыговы (ингуш. Султиганаькъан) - Темурзиевы (ингуш. Тиймарзанаькъан) ← Арсамаковы, Умаровы. - (Кlоалой) Хабриевы← Чемхильговы ← Актемировы, Бахмурзиевы, Бязиевы, Гомкартиевы, Джугутхановы (Джоаг1артхоаной), Наурузовы, Татиевы, Чориевы, Эжиевы, Исаковы, Мусхаджиевы, Болотовы. - ? (ингуш. КӀежанаькъан) ← Гойговы, Дудурговы ← Гайсановы, Долаковы; Погоровы. |
| Тумаг ТӀумагӀе                                    | ТӀумхой Тумгоевы/Тумгаевы/Тунгоевы Албаковы, Албастовы, Ахкальговы, Ахушковы, Гайсановы, Ганиевы, Гайтукиевы ← Далиевы, Джугустовы; Декажевы/Дикажевы, Делагиевы, Долгиевы, Джамарзиевы/Джамурзиевы, Джаниевы, Джимиевы, Дзадзиевы, Дзуматовы ← Дугиевы; Зурматовы, Кантышевы, Мерешковы, Мяшиевы, Олиговы, Сейтовы, Тамбиевы, Теркакиевы, Хаштыровы, Чапановы. |
| Хамхи                                             | Хамхой Хамхоевы Албаковы, Амархаджиевы/Умархаджиевы, Бекбузаровы, Мациевы,Болкоевы, Болышевы, Гарсовы, Гулуматовы, Измайловы, Кациевы ← Сакаловы; Мартазановы ← Атиговы/Атыговы; Цихгизовы, Фатхильговы, Кадиевы, Этиевы, Эжиевы, Далткиевы. |
| Цоли ЦӀоли                                        | ЦӀулой Цолоевы |
| Эгикхал Аьгекхаьлл                                | Аьгий Озиевы ← Гуражевы ← Тимиевы, Дзагиевы/Загиевы, Дзахкиевы; Цокаевы, Гамурзиевы ← Арапиевы |
| Эгикхал Аьгекхаьлл                                | - Аушевы (ингуш. Овшанаькъан): Майсиговы, Мархиевы, Санталиевы, Сонташевы, Толдиевы. - Богатырёвы (ингуш. «Бохтаранаькъан»): Абиевы, Ведзижевы ← Алакиевы, Сискаловы; Гандаровы, Дахкильговы ← Сосланбековы; Инаркиевы, Наурузовы, Озиевы, Сакаловы. - Газдиевы (ингуш. ГӀазданаькъан): Базгиевы, Базоркины, Баталовы, Бузуртановы, Газиевы, Миниевы, Хуциевы, Шишхановы, Эгиевы. - Джандиговы (ингуш. «Жантиганаькъан»): Шишхановы. - Тангиевы (ингуш. «ТӀонганаькъан») - Ужаховы (ингуш. «Ужахьанаькъан») |